# インターコンチネンタルタッグ王座
UWA&UWFインターコンチネンタルタッグ王座（ユー・ダブリュー・エー・アンド・ユー・ダブリュー・エフ・インターコンチネンタルタッグおうざ）は、ユニバーサル・プロレスリングが管理、UWAとユニバーサル・プロレスリングが認定していた王座。

## 歴史
1991年、UWAとユニバーサル・プロレスリングがUWA&UWFインターコンチネンタルタッグ王座を創設。11月18日、ユニバーサル後楽園ホール大会で行われた初代王座決定タッグトーナメントに優勝したクーリーSZ&ブルドッグKT組が初代王者になった。
1993年8月14日、ユニバーサルの一時活動停止により、空位となって事実上封印状態となる。
2001年10月、管理団体が、みちのくプロレスに移って王座が復活。
2002年7月、管理団体がKAIENTAI DOJOに移った。
2005年3月6日、王者の真霜拳號&KAZMA組がCHAMPION OF STRONGEST-K TAG王座を獲得してタッグ二冠王者になった直後、2人のマネージャーである296が「タッグのベルトは2本もいらねぇ」とコメントして封印された。
2014年11月、管理団体がファイト・オブ・ザ・リングに移って王座名をUWAインターコンチネンタルタッグ王座に変更して復活。ただし、歴代王者とは切り離す形で改めて初代王者としてカウントされる。

## 歴代王者

### UWA&UWFインターコンチネンタルタッグ王座
| 歴代   | タッグチーム                              | 戴冠回数 | 防衛回数 | 獲得日付       | 獲得場所 （対戦相手・その他）                                        |
| ------ | ----------------------------------------- | -------- | -------- | -------------- | -------------------------------------------------------------------- |
| 初代   | クーリーSZ&ブルドッグKT                   | 1        | 3        | 1991年11月18日 | 後楽園ホール エル・テハノ&シルバー・キング                           |
| 第2代  | スコルピオ・ジュニア&シュー・エル・ゲレロ | 1        | 0        | 1992年6月15日  | スポーツ健康都市記念体育館                                           |
| 第3代  | クーリーSZ&ブルドッグKT                   | 2        | 0        | 1992年6月21日  | 後楽園ホール 1992年6月21日に仲間割れのため返上                       |
| 第4代  | ブルドッグKT&パット・タナカ               | 1        | 1        | 1992年8月16日  | 後楽園ホール クーリーSZ&ケンドー 1992年10月に仲間割れのため返上      |
| 第5代  | グラン浜田&ザ・グレート・サスケ           | 1        | 1        | 1992年11月10日 | 大阪府立体育会館第2競技場 ブルドッグKT&ビジャノ4号 1993年8月14日封印 |
| 第6代  | 外道&ディック東郷                         | 1        | 0        | 2001年11月2日  | 鹿角アメニティパーク倶楽部ハウス ザ・グレート・サスケ&折原昌夫       |
| 第7代  | ザ・グレート・サスケ&サスケ・ザ・グレート | 1        | 0        | 2001年12月22日 | 後楽園ホール 2002年6月23日に防衛期限切れのため剥奪                   |
| 第8代  | Mr.X&X No.2                               | 1        | 7        | 2002年7月21日  | 千葉Blue Field 藤田ミノル&柏大五郎                                   |
| 第9代  | SUPER-X&マイク・リーJr.                   | 1        | 0        | 2003年11月23日 | 千葉Blue Field                                                       |
| 第10代 | 柏大五郎&石坂鉄平                         | 1        | 2        | 2004年1月25日  | 千葉Blue Field 2004年2月14日に無許可で防衛戦を行ったため剥奪         |
| 第11代 | 真霜拳號&十嶋くにお                       | 1        | 0        | 2004年3月27日  | 後楽園ホール Hi69&MIYAWAKI 2007年3月27日返上                         |
| 第12代 | 柏大五郎&石坂鉄平                         | 2        | 2        | 2004年4月25日  | ディファ有明 8チームによるバトルロイヤル                             |
| 第13代 | GENTARO&YOSHIYA                           | 1        | 2        | 2004年7月3日   | スタジオドリームメーカー                                             |
| 第14代 | TAKAみちのく&筑前りょう太                 | 1        | 1        | 2004年10月30日 | 千葉Blue Field                                                       |
| 第15代 | 真霜拳號&KAZMA                            | 1        | 0        | 2005年3月6日   | 千葉Blue Field 2005年3月6日封印                                      |

### UWAインターコンチネンタルタッグ王座
| 歴代  | タッグチーム                          | 戴冠回数 | 防衛回数 | 獲得日付       | 獲得場所 （対戦相手・その他）                                |
| ----- | ------------------------------------- | -------- | -------- | -------------- | ------------------------------------------------------------ |
| 初代  | 加藤茂郎&千葉智紹                     | 1        | 不明     | 2014年12月17日 | 新木場1stRING 鶴巻伸洋&長瀬館長                              |
| 第2代 | エリオット・ラッセル&マット・シグモン | 1        | 不明     | 2018年9月22日  | BASEMENT MONSTAR                                             |
| 第3代 | 加藤茂郎&千葉智紹                     | 2        | 0        | 2019年9月21日  | BASEMENT MONSTAR                                             |
| 第4代 | ニンジャ・リー&田馬場貴裕             | 1        | 1        | 2020年1月11日  | BASEMENT MONSTAR 2021年7月12日に防衛期限切れのため王座預かり |
| 第5代 | 橋本友彦&HASEGAWA                     | 1        | 2        | 2022年1月17日  | 杉並公会堂 ザ・ブルーシャーク&H II                           |
| 第6代 | ザ・ブルーシャーク&田馬場貴裕         | 1        | 0        | 2022年12月7日  | 杉並公会堂                                                   |
| 第7代 | ザ・ウルフ（2代目）&新井健一郎        | 1        | 0        | 2023年5月8日   | 杉並公会堂 2024年1月14日の防衛戦が無効試合のため王座預かり   |
| 第8代 | ザ・ウルフ（2代目）&奥田英太郎        | 1        | 1        | 2024年12月8日  | 亀アリーナ 戸井克成&死神                                     |